# Ministerium für Auswärtige Angelegenheiten der DDR

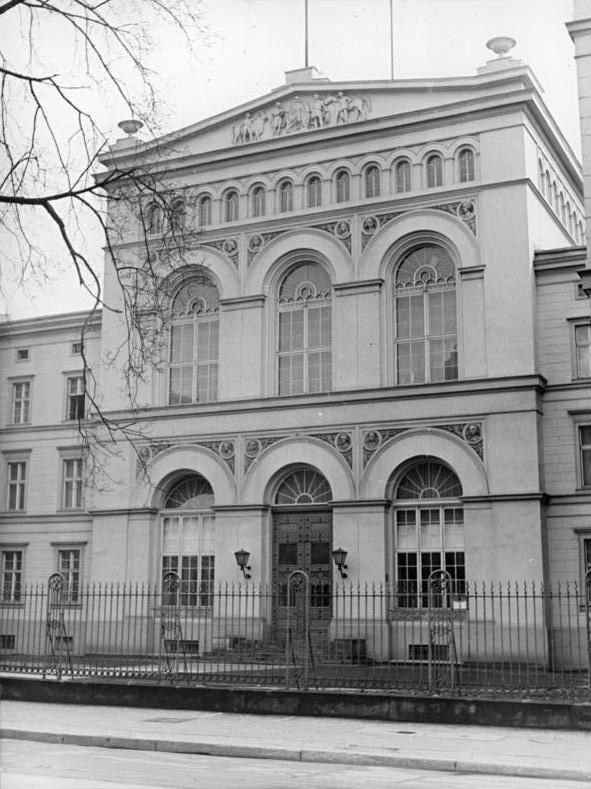
Ministerium für Auswärtige Angelegenheiten in der Luisenstraße, 1958

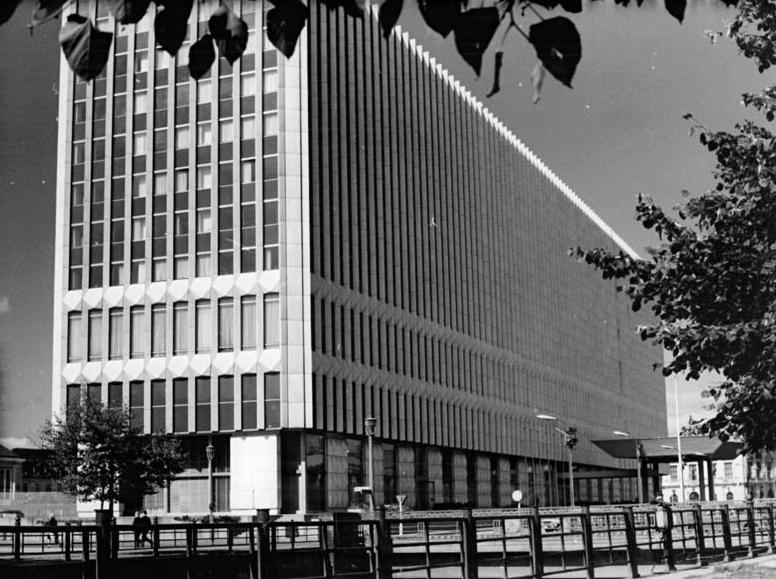
Ministerium für Auswärtige Angelegenheiten am Marx-Engels-Platz, 1972

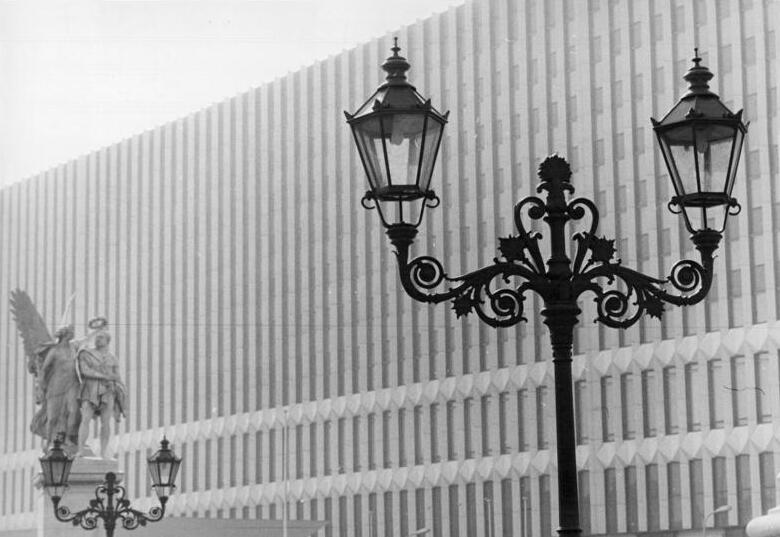
Fassade des Außenministeriums und Skulpturen der Marx-Engels-Brücke, 1987

Das Ministerium für Auswärtige Angelegenheiten (MfAA) war das Außenministerium der Deutschen Demokratischen Republik. Es hatte von 1967 bis 1990 seinen Sitz am ehemaligen Schinkelplatz (Hausanschrift Marx-Engels-Platz 2) auf dem Friedrichswerder in Berlin-Mitte unmittelbar neben der Friedrichswerderschen Kirche.

## Geschichte des Gebäudes
Als erstes Dienstgebäude des Ministeriums für Auswärtige Angelegenheiten der DDR wurde seit Ende 1949 die einstige Tierarzneischule in der Luisenstraße 54–56 in Berlin genutzt. In diesem Gebäudekomplex hatte nach 1945 die sowjetische Kommandantur ihren Sitz. Die Raumbedingungen in dem leicht umgebauten Schulkomplex waren nach Einschätzung des ehemaligen Protokollchefs Ferdinand Thun, der bis 1956 dort arbeitete, schwierig.
So beschloss die Regierung, nach einem umfassenden Wettbewerb zur sozialistischen Neugestaltung des Berliner Stadtzentrums an einem repräsentativen Ort einen kompletten Neubau zu errichten. Auf der ehemaligen Fläche der Berliner Bauakademie (die zunächst bis zum Rohbau wieder errichtet worden war) und des Schinkelplatzes entstand 1964–1967 ein weißes, 145 m langes und zehn Etagen (44 m) hohes Hochhaus. Die Pläne für den dreiteiligen Baukörper stammten von den Architekten Josef Kaiser, Heinz Aust, Gerhard Lehmann und Lothar Kwasnitza. Im Volksmund hieß es nach dem Außenminister Otto Winzer „Winzer-Stuben“ oder „Winzer-Schlösschen“. In Veröffentlichungen zu diesem Neubau hieß es, die Fassade sei mit emaillierten Strukturelementen gestaltet worden. Beim Abriss stellte sich jedoch heraus, dass die Elemente aus weißem Kunststoff bestanden.
Zwischen 1995 und 1996 wurde das Gebäude aus städtebaulichen Gründen abgerissen, um Platz für die Rekonstruktion des historischen Stadtgrundrisses unter Neuanlage des Schinkelplatzes und Wiederaufbau des Gebäudes der Bauakademie zu schaffen. Lastkähne brachten den Schutt zu einer Recycling-Firma in Berlin-Neukölln.

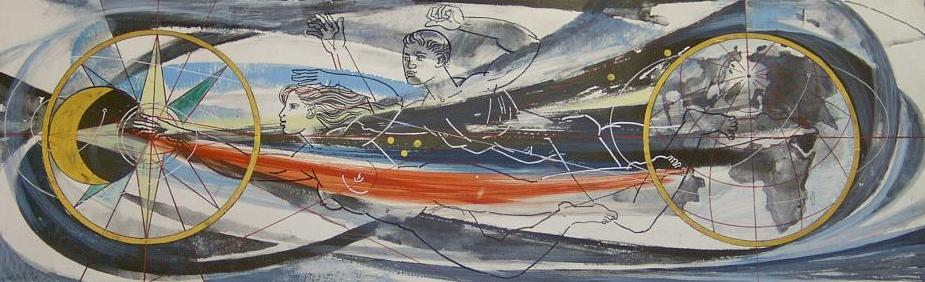
Der Mensch gestaltet seine Welt – Wandbild von Walter Womacka im ehemaligen Ministerium für Auswärtige Angelegenheiten der DDR, beim Abriss des Gebäudes vernichtet

## Außenminister der DDR 1949 bis 1990
Das Außenministerium war verantwortlich für die auswärtigen Beziehungen der DDR, den Abschluss völkerrechtlicher Verträge und die Leitung des diplomatischen Dienstes. Es wurde durch den Außenminister, mehrere Stellvertreter des Ministers und den Staatssekretär vertreten. Vom tatsächlichen politischen Einfluss her stand der Außenminister hinter dem jeweiligen ZK-Sekretär für Internationale Verbindungen zurück, von 1966 bis 1989 Hermann Axen.
| Nr. | Name                | Lebensdaten | Bild | Beginn der Amtszeit | Ende der Amtszeit | Partei | Amtsdauer in Tagen |
| --- | ------------------- | ----------- | ---- | ------------------- | ----------------- | ------ | ------------------ |
| 01  | Georg Dertinger     | (1902–1968) |      | 12. Okt. 1949       | 15. Jan. 1953     | CDU    | 01192              |
| 02  | Anton Ackermann1    | (1905–1973) |      | 15. Jan. 1953       | 1. Okt. 1953      | SED    | 0260               |
| 03  | Lothar Bolz         | (1903–1986) |      | 1. Okt. 1953        | 24. Juni 1965     | NDPD   | 4285               |
| 04  | Otto Winzer         | (1902–1975) |      | 24. Juni 1965       | 20. Jan. 1975     | SED    | ≈ 3480             |
| 05  | Oskar Fischer       | (1923–2020) |      | 3. März 1975        | 12. Apr. 1990     | SED    | 5520               |
| 06  | Markus Meckel       | (* 1952)    |      | 12. Apr. 1990       | 20. Aug. 1990     | SPD    | 0131               |
| 07  | Lothar de Maizière2 | (* 1940)    |      | 20. Aug. 1990       | 2. Okt. 1990      | CDU    | 0044               |

1 kommissarisch

2 kommissarisch in Personalunion mit dem Amt des Ministerpräsidenten nach dem Rückzug der SPD aus der Regierung